# Sufficiently Breathless
Sufficiently Breathless es el segundo álbum de Captain Beyond, lanzado por Capricorn Records en 1973.
El disco presenta un sonido diferente al álbum debut, más orientado al jazz fusión con detalles de rock latino.
Bobby Caldwell fue reemplazado aquí por Marty Rodriguez en la batería, mientras que el cantante y fundador de la banda, Rod Evans, abandonaría el proyecto tras la edición de este trabajo.
Todas las canciones fueron compuestas por el bajista Lee Dorman.

## Lista de canciones
Lado A
1. "Sufficiently Breathless" – 5:15
2. "Bright Blue Tango" – 4:11
3. "Drifting in Space" – 3:12
4. "Evil Men" – 4:51

Lado B
1. "Starglow Energy" – 5:04
2. "Distant Sun" – 4:42
3. "Voyages of Past Travellers" – 1:46
4. "Everything's a Circle" – 4:14

## Personal
- Rod Evans – voz
- Larry Reinhardt – guitarras
- Lee Dorman – bajo
- Marty Rodriguez – batería, coros
- Reese Wynans – piano eléctrico y acústico
- Guille Garcia – congas, timbales, percusión
- Paul Hornsby – órgano en "Starglow Energy"